# Kožlí (district de Havlíčkův Brod)
Pour les articles homonymes, voir Kožlí.
Kožlí (en allemand : Koschla) est une commune du district de Havlíčkův Brod, dans la région de Vysočina, en République tchèque. Sa population s'élevait à 803 habitants en 2020.

## Géographie
Kožlí se trouve à 4 km au sud-sud-ouest de Ledeč nad Sázavou, à 25 km à l'ouest-nord-ouest de Havlíčkův Brod, à 39 km au nord-ouest de Jihlava et à 74 km au sud-est de Prague.
La commune est limitée par Chřenovice au nord-ouest, par Ledeč nad Sázavou au nord-est et à l'est, par Bojiště et Kamenná Lhota au sud-est, par Horní Paseka au sud, et par Šetějovice et Hněvkovice à l'ouest.

## Histoire
La première mention écrite du village date de 1352.